# Сикија (Халкидики)
Сикија (грч. Συκιά) је насељено место у општини Ситонија у периферији Средишња Македонија, Грчка. Према попису из 2021. године било је 1.865 становника.
Према бугарском географу и историчару, Василу Канчову, у Сикији је 1900. године живело 1.600 Грка.